# 藤沼亜衣
 藤沼 亜衣（ふじぬま あい、1982年9月16日 - ）は、栃木県宇都宮市出身の卓球選手。四天王寺中学校・高等学校を経てミキハウスへ入社。現姓は森田亜衣。
小学生の頃、栃木の城山クラブで卓球を学び、その後四天王寺中学校・高等学校に在籍し、高校時代は藤井寛子・福岡春菜・樋浦令子らとともにチームのインターハイ学校対抗6連覇に貢献する。高校時代から日本代表に入り、日本代表の中では数少ないサウスポーとして団体戦・シングルス・ダブルスと多くの種目で活躍する。高校卒業後はミキハウスに入社しITTFプロツアーを転戦。
2008年4月より日本実業団卓球リーグ1部の日立化成工業卓球部に加入した。
試合の際は感情を表に出さず、終始冷静にプレーをするスタイルである。サーブはほとんどの場合、トスを極めて高く投げ上げるハイトスサーブを使用する。
2000年シドニーオリンピック・女子ダブルス（ペア・小西杏）、2004年アテネオリンピック・女子シングルス・女子ダブルス（ペア・梅村礼）と2回のオリンピックに出場している。
2004年に行われた世界卓球選手権・ドーハ大会（団体戦）の決勝トーナメントで中国戦に3番で出場し、李菊を破って歴史的激戦となるこの試合（最終結果は2－3で日本が敗退）の立役者となった。
2011年1月の全日本卓球選手権では前年優勝の王輝が引退したため代わりに準優勝だった藤沼が選手宣誓を務めた。3月16日から20日に行われる予定の東京卓球選手権大会が現役最後の大会となる予定であったが同年3月11日に起きた東北地方太平洋沖地震により大会は中止となり、3月31日に同僚の渡辺裕子と共に現役を引退した。

## 主な戦績
- 1996年・1997年　全国中学校卓球大会　女子シングルス　優勝
- 1998年 全日本卓球選手権　女子ジュニア（シングルス）　優勝
- 1999年　世界卓球選手権・女子ダブルス　ベスト16　混合ダブルス　出場
- 2000年　シドニーオリンピック・女子ダブルス　出場
- 2001年　世界卓球選手権・女子シングルス、混合ダブルス　出場
- 2002年　全日本卓球選手権　女子シングルスの部　準優勝
- 2003年　ジャパントップ12卓球大会・女子シングルス　優勝
- 2004年　アテネオリンピック・女子シングルス　ベスト16
- 2004年　世界卓球選手権・女子団体　3位
- 2005年　世界卓球選手権・女子ダブルス、混合ダブルス　ベスト8
- 2006年　世界卓球選手権・女子団体　3位
- 2007年　世界卓球選手権・女子ダブルス　出場
- 2009年　ジャパントップ12卓球大会・女子シングルス　優勝
- 2009年　世界卓球選手権・女子シングルス、ダブルス　出場
- 2010年　全日本卓球選手権　女子シングルスの部　準優勝[4]